# Campeonato Chileno de Futebol de 1968 - Segunda Divisão
O Campeonato Chileno de Futebol de Segunda Divisão de 1968 foi a 17ª edição do campeonato do futebol do Chile, segunda divisão, no formato "Primera B". Na primeira fase, em turno e returno os 14 clubes jogam todos contra todos. Os primeiros oito jogavam a Ligilla de Ascenso, onde o Campeão é promovido para o Campeonato Chileno de Futebol de 1969. Os outros jogavam a Ligilla de Descenso, onde o último colocado iria para as Associações de Origem de Futebol do Chile - nível local.

## Participantes
| Equipe                                                | Cidade           | Região                   | No ano anterior                                      | Estádio                                               | Capacidade | Títulos        | Participações |
| ----------------------------------------------------- | ---------------- | ------------------------ | ---------------------------------------------------- | ----------------------------------------------------- | ---------- | -------------- | ------------- |
| Club Deportivo Trasandino de Los Andes                | Los Andes        | Província de Aconcágua   | Décimo Primeiro Lugar                                | Estádio Regional de Los Andes                         | 2.500      | 0 (não possui) | 17            |
| Club de Deportes de la Universidad Técnica del Estado | Santiago         | Província de Santiago    | Sexto Lugar                                          | Estádio da Universidad Técnica del Estado             | 3.000      | 0 (não possui) | 14            |
| Iberia - Puente Alto                                  | Puente Alto      | Província de Santiago    | Décimo Terceiro Lugar                                | xxx                                                   | xxx        | 0 (não possui) | 14            |
| Club de Deportes Ñublense                             | Chillán          | Província de Ñuble       | Terceiro Lugar                                       | Estádio Bicentenário Municipal Nelson Oyarzún         | 12.000     | 0 (não possui) | 9             |
| Club Deportivo Lister Rossel                          | Linares          | Província de Linares     | Nono Lugar                                           | Estádio Fiscal de Linares                             | 7.000      | 0 (não possui) | 8             |
| Club Deportivo Municipal de Santiago                  | Santiago         | Província de Santiago    | Sétimo Lugar                                         | Estádio Militar                                       | 13.500     | 0 (não possui) | 6             |
| Club Social y Deportivo San Antonio Unido             | San Antonio      | Província de Valparaíso  | Quarto Lugar                                         | Estádio Municipal Doctor Olegario Henríquez Escalante | 2.000      | 0 (não possui) | 7             |
| Colchagua Club de Deportes                            | San Fernando     | Província de Colchagua   | Oitavo Lugar                                         | Estádio Municipal Jorge Silva Valenzuela              | 5.900      | 0 (não possui) | 12            |
| Antofagasta Portuário                                 | Antofagasta      | Província de Antofagasta | Quinto Lugar                                         | Estádio Regional de Antofagasta                       | 26.339     | 0 (não possui) | 3             |
| Club de Deportes Lota Schwager                        | Coronel          | Província de Concepción  | Vice Campeão                                         | Estádio Municipal Federico Schwager                   | 18.500     | 0 (não possui) | 3             |
| Club de Deportes Coquimbo Unido                       | Coquimbo         | Província de Coquimbo    | Décimo Lugar                                         | Estádio La Pampilla                                   | ---        | 1 (1962)       | 7             |
| Club Deportivo Ferrobádminton                         | Estación Central | Província de Santiago    | Décimo Segundo Lugar                                 | Estádio Ferroviário Hugo Arqueros Rodríguez           | 30.000     | 1 (1965)       | 3             |
| Club Deportivo y Social Naval                         | Talcahuano       | Província de Concepción  | Acesso via Associações de Origem de Futebol do Chile | Estádio El Morro                                      | 7.152      | 0 (não possui) | 1             |
| Club Deportivo San Luis                               | Quillota         | Província de Valparaíso  | Rebaixado do Campeonato Chileno de Futebol de 1967   | Estádio Municipal Lucio Fariña Fernández              | 7.500      | 2 (1955, 1958) | 5             |

## Campeão
| Campeão Chileno Segunda Divisão 1968                    |
| ------------------------------------------------------- |
| Antofagasta Portuário (Antofagasta) (1º título) Campeão |